# Уканське городище
Ука́нське городи́ще (Поркар) — середньовічне родо-племінне поселення Чепецької культури на території сучасної Удмуртії, (Росія). Знаходиться за 5 км на північний захід від села Укан Ярського району, на правому березі річки Лекма, лівої притоки Чепци. Поселення існувало в VI—IX століттях.
Згідно з постановою Ради міністрів Удмуртської АРСР від 29 грудня 1949 року № 1993, городище було віднесене до Об'єктів культурної спадщини Удмуртії регіонального значення.